# Australische Musikcharts
Die australischen Musikcharts werden im Auftrag der Australian Recording Industry Association (ARIA) ermittelt. Erstellt werden Charts zu Liedern, Alben und Musik-DVDs. Neben den offiziellen Single- und Albumcharts des Landes gibt es zahlreiche weitere Auswertungen zum Beispiel zu verschiedenen Stilrichtungen oder auch Club- und Compilationcharts.

## Geschichte
Vorläufer der ARIA-Charts waren die Go-Set-Charts der gleichnamigen Musikzeitschrift, die es von 1966 bis 1974 gab und die auf Basis von Radioeinsätzen und Ladenverkäufen ermittelt wurden. David Kent begann dann im Juli 1974 in eigener Initiative mit der Erstellung des Kent Music Report. Ursprünglich waren sie eine reine Auswertung von Radioeinsätzen, die an Interessenten im Abonnement verkauft wurden. Mit steigender Popularität wuchsen auch die Möglichkeiten, Verkaufszahlen mit einzubeziehen, wodurch wiederum die Bedeutung wuchs und damit auch die Anerkennung als nationale Charts bei Handel, Musikindustrie und den Radiosendern. Ab 1976 flossen Daten der Schallplattengeschäfte mit ein, ab 1982 waren die Kent-Auswertungen überwiegend Verkaufscharts.
Als sich Anfang der 1980er Jahre die wichtigsten Musiklabels in Australien zur Australian Recording Industry Association zusammenschlossen, wollten sie wie in anderen Ländern auch ein offizielles Marktforschungsinstrument haben. Da der Kent Music Report ihre Anforderungen erfüllte, lizenzierten sie die Charts unter ihrem Namen und beteiligten sich finanziell an der Chartermittlung. Die erste Ausgabe der ARIA-Charts erschien am 10. Juli 1983.
Die Zusammenarbeit mit David Kent dauerte bis 1988 fort, dann übernahm ARIA die Charterstellung in Eigenregie. Unter dem Namen Australian Music Report bestand der Kent-Report noch bis Ende der 1990er Jahre als Konkurrenzprodukt fort, bevor er als Folge der technischen Entwicklung der Datenerfassung eingestellt wurde.
Im Februar 1997 wurden die Berechnungsmethoden der ARIA-Charts geändert und die Verkaufszahlen direkt per Barcode-Scan an den Verkaufsstellen (Point of Sale) ermittelt. Ab 8. Oktober 2006 wurden den CDs dann auch die Verkäufe als Download hinzugerechnet, ab November 2007 wurden auch reine Download-Veröffentlichungen zugelassen. Zu der Zeit umfasste die Datenbasis 1100 CD-Läden und 13 digitale Anbieter in Australien. Mit der Ausgabe vom 24. November 2014 wurden in die Singlecharts auch Daten von Musikstreaming-Anbietern mit Bezahlangebot einberechnet. Dabei zählten 175 Streamingabrufe so viel wie ein Singleverkauf. Ab 5. Mai 2017 wurden auch die Streamingdaten ganzer Alben erfasst und beginnend mit der Ausgabe vom 15. Mai in die Albumcharts miteinbezogen. Ab 4. März 2022 wurden auch die kostenlosen Streamingabrufe bei YouTube eingerechnet, wenn die User bei der Videoplattform angemeldet waren.
Seit Januar 2006 reicht der Zeitraum der Datenerfassung jeweils von Samstag bis zum darauf folgenden Freitag. Die Charts werden im Anschluss daran veröffentlicht und tragen das Datum des folgenden Montags. Zuvor wurde von Sonntag bis einschließlich Samstag ausgewertet.

## Charts in Australien
Folgende Charts wurden in der Woche vom 18. Mai 2015 offiziell auf der ARIA-Charts-Homepage veröffentlicht:
- Singles Chart Top 50

seit 10. Juli 1983
- Albums Chart Top 50

seit 10. Juli 1983
- Australian Artist Singles / Albums Top 20
- Streaming Tracks Top 40

seit 10. Dezember 2012, aus den Abrufzahlen von Streaming-Anbietern erstellt
- Urban Singles / Albums Top 40

R&B- und Hip-Hop-Musik
- Dance Singles Top 20
- Club Tracks Top 50

seit 23. Juli 1999, bis Mitte 2003 als Top 20
die Charts werden aus den Playlists ausgewählter DJs erstellt
- Country Albums Top 40
- Compilation Albums Top 20
- Catalogue Albums Top 50

Alben, deren Veröffentlichungsdatum länger als zwei Jahre zurückliegt
- Jazz Albums Top 20 (auch Jazz & Blues Albums)
- Core Classical Albums Top 10
- Music DVDs Top 40 (auch Audiovisual Top 40)
- Classical/Crossover Albums Top 20
- Digital Tracks / Albums Top 40

seit 9. April 2006, beinhaltet Onlineanbieter und digitale Ladenverkäufe
- Audio & Visual Streaming Chart Top 40

seit 18. Mai 2015, beinhaltet YouTube-Videos und Abrufe bei Streaming-Anbietern
Darüber hinaus waren im Mai 2015 für Abonnenten im ARIA Report verfügbar:
- Physical Albums Chart Top 100

nur Tonträger (CDs, Vinyl etc.) ohne digitale Verkäufe
- Hitseekers Singles / Albums Top 20

Veröffentlichungen von Interpreten, die noch nicht in den Top 50 der offiziellen Single- und Albumcharts gewesen sind
- Dance Albums Top 25

Der ARIA Report enthält zum Teil gegenüber der Website auch erweiterte Charts, so werden für die Abonnenten dort die Top 100 der Single- und Albumcharts angeboten.